# Nordine Mouchi
Nordine Mouchi est un boxeur français né le 3 juin 1972 à Dombasle-sur-Meurthe.

## Carrière sportive
En 1989, Nordine devient le premier champion du monde junior à Puerto Rico. Il est ensuite médaillé de bronze aux Jeux méditerranéens de Narbonne de 1993 et participe aux Jeux olympiques d'été de 1996. Il passe deux tours et est finalement battu en quart de finale par l'Allemand Oktay Urkal.
Au niveau national, il est champion de France de boxe amateur dans la catégorie des poids super-légers en 1993 et 1994 puis champion de France professionnel des poids super-légers en 1998 et 2000 puis en poids welters en 2004. Il s'inclinera pour le titre européen EBU à deux reprises contre Jackson Osei Bonsu en 2007 et mettra à l'issue de ces combats un terme à sa carrière de boxeur.